# Bijeli biserak
Bijeli biserak (grozdasti biserak, paimela, lat. Symphoricarpos albus) je grmolika ukrasna biljka iz porodice Caprifoliaceae. Biljka je porijeklom iz Sjeverne Amerike, gdje raste na sjeveru i zapadu SAD-a,te u Kanadi. Danas se kao ukrasna vrsta sadi širom svijeta.

## Opis
Uspravni listopadni grm, rado se širi i stvara guste kolonije. Naraste 1 - 2 metra visine. Plodovi su mesnate bijele bobe, promjera do 1 cm. Listovi su mu nasuprotno raspoređeni, ovalni.

## Važnost i primjena
Plodove jedu bjelorepi jelen i grizli medvjed. Također je hrana i brojnim malim sisavcima i pticama, te kravama i ovcama. Plodovi su otrovni za ljude, uzrokuju povraćanje. Sjevernoamerički su Indijanci biljku koristili i kao lijek, te sapun, rijetko kao hranu.